# Alfonsine
Alfonsine là một đô thị ở tỉnh Ravenna trong vùng Emilia-Romagna, tọa lạc khoảng 60 km về phía đông của Bologna và khoảng 15 km về phía tây bắc của Ravenna. Tại thời điểm ngày 31 tháng 12 năm 2004, đô thị này có dân số 11.739 người và diện tích là 106,8 km².
Đô thị Alfonsine có các frazioni (các đơn vị cấp dưới, chủ yếu là các làng) Fiumazzo, Taglio Corelli, Villa Pianta, Filo, Longastrino, Borgo Gallina, và Borgo Seganti.
Alfonsine giáp các đô thị sau: Argenta, Bagnacavallo, Conselice, Fusignano, Lugo, Ravenna.